# Шагреневая кожа
«Шагре́невая ко́жа» (фр. La Peau de Chagrin), 1830—1831) — роман Оноре де Бальзака.
Посвящён проблеме столкновения неискушённого человека с кишащим пороками обществом.

## История создания
Бальзак называл этот роман «отправным началом» своего творческого пути. Первый отрывок из романа напечатан в декабре 1830 года, два других — в мае 1831 года. Полностью «Шагреневая кожа» опубликована в августе 1831 года.

## Основные персонажи
- Рафаэль де Валентен, молодой человек.
- Эмиль, его друг.
- Полина, дочь госпожи Годен.
- Графиня Феодора, светская женщина.
- Растиньяк, молодой человек, друг Эмиля.
- Хозяин лавки древностей (антиквар).
- Тайфер, банкир, владелец газеты.
- Кардо, юрист.
- Акилина, куртизанка.
- Евфрасинья, куртизанка.
- Госпожа Годен, разорившаяся баронесса.
- Ионафан, старый слуга Рафаэля.
- Фино, издатель.
- Господин Порике, бывший учитель Рафаэля.
- Господин Лавриль, натуралист.
- Господин Планшет, механик.
- Шпиггальтер, механик.
- Барон Жафе, химик.
- Орас Бьяншон, молодой врач, друг Рафаэля.
- Бриссе, врач.
- Камеристус, врач.
- Могреди, врач.

## Композиция и сюжет

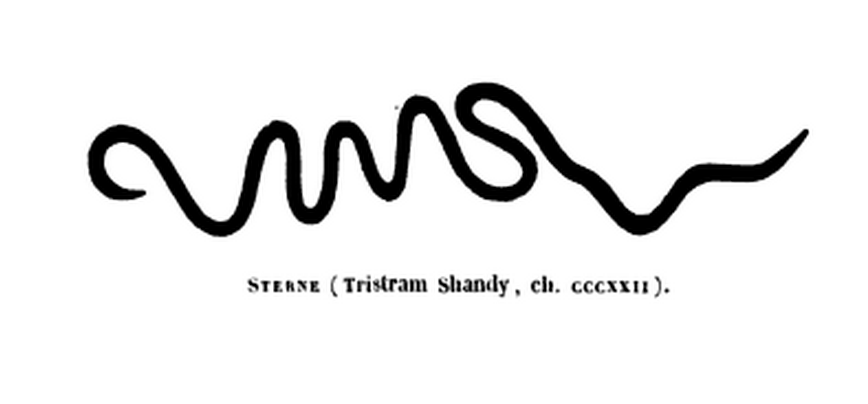
Эпиграф романа

Роману предпослан своеобразный эпиграф — горизонтально змеящаяся, извивающаяся чёрная линия и под ней ссылка на главу романа «Жизнь и мнения Тристрама Шенди, джентльмена» английского писателя Л. Стерна. Похожую наклонную линию задумчиво чертил концом палки герой романа Трим, выражая своё суждение о человеческой жизни.
Роман состоит из трёх глав и эпилога:

### Талисман
Молодой человек, Рафаэль де Валентен, беден. Образование мало что дало ему, он не в состоянии обеспечить себя. Он хочет покончить с собой, и, дожидаясь удобного момента (он решает умереть ночью, бросившись с моста в Сену), заходит в лавку древностей, где старик-хозяин показывает ему удивительный талисман — шагреневую кожу. На изнанке талисмана выдавлены знаки на «санскрите» (на самом деле — арабский текст, но в оригинале и в переводах упоминается именно санскрит); перевод гласит:

Обладая мною, ты будешь обладать всем, но жизнь твоя будет принадлежать мне. Так угодно Богу. Желай — и желания твои будут исполнены. Однако соразмеряй свои желания со своею жизнью. Она — здесь. При каждом желании я буду убывать, словно дни твои. Хочешь владеть мною? Бери. Бог тебя услышит. Да будет так!

Таким образом, любое желание Рафаэля исполнится, но за это будет сокращаться и время его жизни. Рафаэль заключил договор со стариком-антикваром (мотив сделки с дьяволом, связь с «Фаустом» Гёте), который всю свою жизнь сберегал силы, лишая себя желаний и страстей, и пожелал ему влюбиться в молодую танцовщицу.
Герой загадывает устроить вакханалию (кожа сжимается до таких размеров, что можно, сложив, положить её в карман).
Он выходит из лавки и встречает друзей. Его друг, журналист Эмиль, призывает Рафаэля возглавить одну богатую газету и сообщает, что тот приглашён на празднество по поводу её учреждения. Рафаэль видит в этом лишь совпадение, но не чудо. Пиршество действительно соответствует всем его желаниям. Он признаётся Эмилю, что несколько часов назад был готов броситься в Сену. Эмиль расспрашивает Рафаэля о том, что же заставило его решиться на самоубийство.

### Женщина без сердца
Рафаэль рассказывает историю своей жизни.
Герой воспитывался в строгости. Его отец был дворянин с юга Франции. В конце правления Людовика XVI приехал в Париж, где быстро сделал состояние. Революция его разорила. Однако во время Империи он снова добился славы и богатства, благодаря приданому жены. Падение Наполеона стало для него трагедией, ведь он скупал земли на границе империи, отошедшие теперь к другим странам. Долгий судебный процесс, в который он втянул и сына — будущего доктора права — закончился в 1825 году, когда господин де Вилель «откопал» императорский декрет о потере прав. Через десять месяцев отец умер. Рафаэль продал всё имущество и остался с суммой в 1120 франков.
Он решает жить тихой жизнью в мансарде нищенской гостиницы в отдалённом квартале Парижа. У хозяйки гостиницы, госпожи Годен, в Индии пропал без вести муж-барон. Она верит, что когда-нибудь тот вернётся, сказочно богатый. Полина — её дочь — влюбляется в Рафаэля, но он об этом не догадывается. Он полностью посвящает свою жизнь работе над двумя вещами: комедией и научным трактатом «Теория воли».
Однажды он встречает на улице молодого Растиньяка. Тот предлагает ему способ быстро обогатиться посредством женитьбы. В свете есть одна женщина — Феодора — сказочно красивая и богатая. Но она никого не любит и даже слышать о замужестве не желает. Рафаэль влюбляется, начинает тратить все деньги на ухаживания. Феодора же не подозревает о его бедности. Растиньяк знакомит Рафаэля с Фино — человеком, который предлагает написать подложные мемуары своей бабушки, предлагая большие деньги. Рафаэль соглашается. Он начинает вести разбитную жизнь: выезжает из гостиницы, снимает и обставляет дом; каждый день он в обществе… но он всё ещё любит Феодору. По уши в долгах, он идёт в игорный дом, где когда-то посчастливилось Растиньяку выиграть 27000 франков, проигрывает последний наполеондор и хочет утопиться.
На этом история завершается.
Рафаэль вспоминает о шагреневой коже, лежащей в кармане. В шутку, чтобы доказать Эмилю своё могущество, он просит двести тысяч франков дохода. Попутно они снимают мерку — кладут кожу на салфетку, и Эмиль обводит края талисмана чернилами. Все засыпают. Наутро приходит юрист Кардо и объявляет, что у Рафаэля умер в Калькутте богатый дядя, у которого не было других наследников. Рафаэль вскакивает, сверяет кожу с салфеткой. Кожа сжалась! Он в ужасе. Эмиль заявляет, что Рафаэль может исполнить любое желание. Все полусерьёзно, полушутя делают заявки. Рафаэль никого не слушает. Он богат, но в то же время почти мёртв. Талисман действует!

### Агония
Начало декабря. Рафаэль живёт в роскошном доме. Всё устроено так, чтобы не произносить слов желаю, хочу и т. п. На стене перед ним всегда висит шагрень в рамке, обведённая чернилами.
К Рафаэлю — влиятельному человеку — приходит бывший учитель, господин Поррике. Он просит выхлопотать для него место инспектора в провинциальном колледже. Рафаэль случайно в беседе произносит: «Я от души желаю…». Кожа сжимается, он с яростью кричит на Поррике; жизнь его висит на волоске.
Рафаэль едет в театр и там встречает Полину. Она богата — её отец вернулся, причём с большим состоянием. Они видятся в бывшей гостинице госпожи Годен, в той самой старой мансарде. Рафаэль влюблён. Полина признаётся, что всегда его любила. Они решают пожениться. Приехав домой, Рафаэль находит способ расправиться с шагренью: он бросает кожу в колодец.
Конец февраля. Рафаэль и Полина живут вместе. Однажды утром приходит садовник, выловивший в колодце шагрень. Она стала совсем маленькой. Рафаэль в отчаянии. Он едет к учёным мужам, но всё бесполезно: натуралист Лавриль читает ему целую лекцию о происхождении ослиной кожи, но растянуть её никак не может; механик Планшет кладёт её в гидравлический пресс, который ломается; химик барон Жафе не может расщепить её никакими веществами.
Полина замечает у Рафаэля признаки чахотки. Он зовёт Ораса Бьяншона — своего друга, молодого врача — тот созывает консилиум. Каждый доктор высказывает свою научную теорию, все они единодушно советуют поехать на воды, ставить на живот пиявок и дышать свежим воздухом. Однако они не могут определить причину его болезни. Рафаэль уезжает в Экс, где с ним плохо обращаются. Его избегают и почти в лицо заявляют, что «раз человек так болен, он не должен ездить на воды». Столкновение с жестокостью светского обращения привело к дуэли с одним из отважных храбрецов. Рафаэль убил своего противника, и кожа вновь сжалась. Убедившись, что он умирает, он возвращается в Париж, где продолжает скрываться от Полины, вводя себя в состояние искусственного сна, чтобы подольше протянуть, но она его находит. При виде её он загорается желанием, бросается на неё. Девушка в ужасе убегает, и Рафаэль находит Полину полураздетую — она расцарапала себе грудь и пыталась задушиться шалью. Девушка думала, что если умрет, то оставит жизнь возлюбленному. Жизнь главного героя обрывается.

### Эпилог
В эпилоге Бальзак даёт понять, что не желает описывать дальнейший земной путь Полины. В символическом описании он называет её то цветком, расцветшим в пламени, то ангелом, приходящим во сне, то призраком Дамы, изображённом Антуаном де ла Саль. Призрак этот как бы желает защитить свою страну от вторжения современности. Говоря о Феодоре, Бальзак отмечает, что она — повсюду, так как олицетворяет собой светское общество.

## Экранизации и постановки
- Шагреневая кожа (1909) — короткометражный фильм Альбера Капеллани
- Шагреневая кожа (1975) — телеспектакль Павла Резникова.
- Шагреневая кожа (1982) — короткометражный фильм Игоря Апасяна
- Шагреневая кость (1992) — короткометражный псевдодокументальный игровой фильм Игоря Безрукова.
- Шагреневая кожа (La peau de chagrin) (2010) — художественный фильм по роману Оноре де Бальзака, режиссёр Ален Берлинер.
- Шагреневая кожа (2010) — радиоспектакль Аркадия Абакумова.
- Российский мюзикл «Рок» по мотивам романа (2021). Авторы либретто Михаил Марфин и Евгений Муравьев, автор музыки — Ким Брейтбург[4].
- Шагреневая кожа (2019, 2023) — концертная версия мюзикла была запущена в 2019 году, в 2023 году мюзикл поставлен в Санкт-Петербурге. Автор либретто Николай Панин, композиторы Николай Панин и Валерий Прудников, продюсер — Вера Свешникова[5].

## В России
Неоднократно переводился на русский язык:
- Шагреневая кожа (Peau de chagrin). Философический роман Бальзака.-- "Дамский журнал", 1831, окт., ч. 36, No 40, с. 7--10.    Отрывок из "Шагреневой кожи" приведен в рецензии на роман.
- Две выписки... Вторая. (Пер. из французской книги, называемой La peau de chagrin, соч. Г. Бальзака). Пер. А. Ш.-- "Сев. Минерва", 1832, ч. 1, No 4, с. 260-261.
- Отрывок из Бальзакова романа: La peau de Chagrin. IV.-- "Сын отечества", 1832, ч. 149, т. 27, No XVIII, с. 173-194.
- Шагреневая кожа. Роман. Пер. Д. В. Аверкиева.-- "Вести, иностр. литературы", 1891, No 8, с. 203--272. [Примеч. переводчика, с. 203-- 205] ; No 9, с. 151-252; No 10, с. 167-256;  Шагреневая кожа. (La peau de chagrin). Роман. Пер. Д. В. Аверкиева. СПб., Суворин, 1892. 317 с. (Новая б-ка Суворина).    Содерж.: От переводчика.-- О Бальзаке.-- Воспоминания о Бальзаке сестры его г-жи Сюрвиль.-- Смерть Бальзака [но В. Гюго].-- Шагреневая кожа; Тоже. Изд. 2-е. 1901; изд. 3-е. 1908; Шагреневая кожа. Роман. Пер. Д. В. Аверкиева.-- В кн.: Бальзак О. Собр. соч. В 20-ти т. Т. 16. СПб., 1899, с. 5--216; Шагреневая кожа. (Из "Философских этюдов"). Пер. Д. В. Аверкиева. Предисл. А. К. Виноградова. Ред. и примеч. Н. И. Кравцова. М.-Л., Гослитиздат, 1931. 312 с. (Дешевая б-ка классиков);  Шагреневая кожа. Пер. Д. В. Аверкиева. Вступит. статья В. Р. Гриба. Коммент. и примеч. Б. А. Грифцова. [М.-Л.], "Academia", 1936. 439 с.
- Шагреневая кожа. Роман. Берлин, Рус. универсальное изд-во, 1922. 252 с. (Всемирн. пантеон. No 33--36).
- Шагреневая кожа. Пер. Б. А. Грифцова под ред. и с предисл. М. Ша- гинян. Пг.-М., Госиздат, 1923. 232 с. (Всемирн. литература. Франция. Собр. соч. Онорэ де Бальзака);  Шагреневая кожа. Пер., примеч., лит. коммен. Б. А. Грифцова. М., Гослитиздат, 1935. 251 с. (Бальзак О. Собр. соч. под общ. ред. А. В. Луначарского и Е. Ф. Корша. Т. 15); Шагреневая кожа. Пер. и примеч. Б. А. Грифцова. Предисл. Н. Четуновой. М., Гослитиздат, 1935. 349 с.; Шагреневая кожа. Роман. Пер. Б. А. Грифцова.-- В кн.: Бальзак О, де. Избранные произведения. М., 1949, с. 581--690; то же. 1950; и др. переиздание.
- Шагреневая кожа. Роман. Вильнюс, Гослитиздат Литов. ССР, 1954. 262 с., портр.
- Шагреневая кожа. [Пер. А. Виноградова. Илл. А. Кравченко]. М., Журн.-газ. объединение, 1932. 251 с. (История молодого человека XIX столетия. Серия романов под ред. М. Горького и А. Виноградова).
- Шагреневая кожа. (Peau de chagrin). Сокр. пер. А. Р. Палея. Предисл. Ал. Дейча. М., "Огонек", 1928. 43 с. (Б-ка "Огонек". No 382).
- Шагреневая кожа. Переработка для радио. С. Юрина. [Вступит. слово Н. Немченко]. М., Радиоиздат, 1936. 32 с. (Микроф. материалы Упр. местного вещания Всесоюз. Радиокомитета. Ред. худож. литературы. No39).